# Boyle Heights

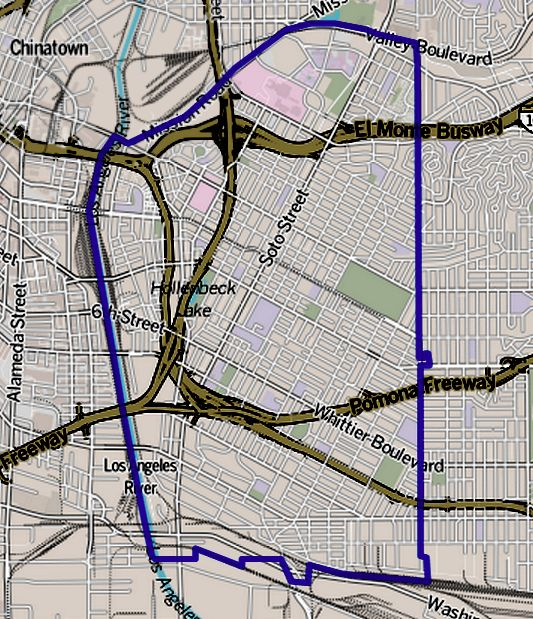
Stadtplan mit Stadtteilgrenzen.

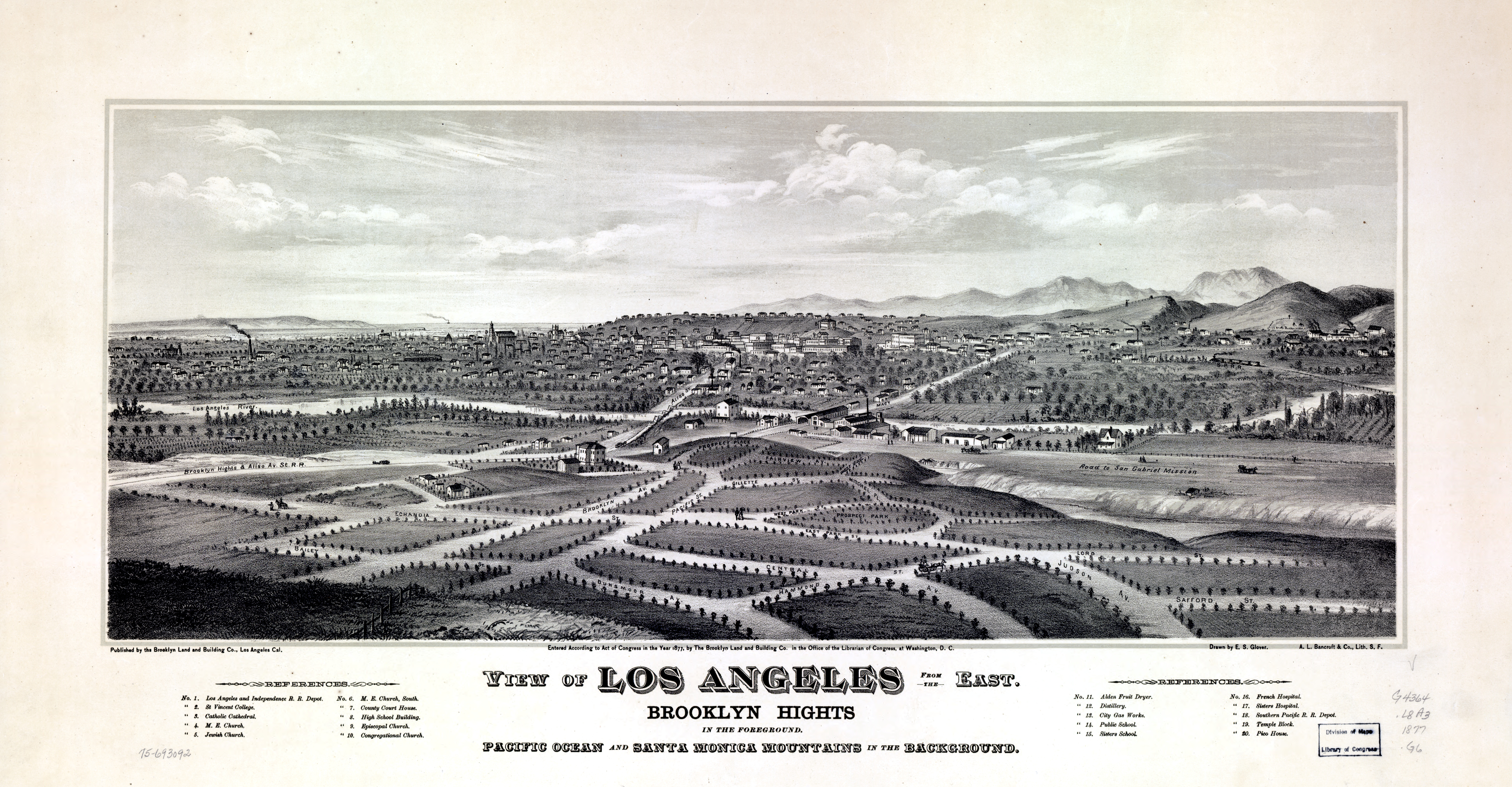
Panoramafoto von Boyle Heights aus dem Jahr 1877.

Boyle Heights ist ein Stadtteil im östlichen Teil von Los Angeles. Der Stadtteil ist einer der ältesten der Stadt und bekannt für seine multikulturelle (vor allem lateinamerikanische) Bevölkerung und historische Architektur.

## Geschichte
Das Gebiet wurde ab den späten 1800er Jahren besiedelt und wurde Paredón Blanco genannt, bis es 1875 in Boyle Heights benannt wurde, nach Andrew Boyle, einem irischen Immigranten und Geschäftsmann, der dort ein großes Anwesen kaufte.
Der Ort wurde ein wichtiger Ort für Einwanderer aus Mexiko und anderen Teilen Lateinamerikas. Während des Zweiten Weltkriegs war Boyle Heights ein wichtiger Standort für Rüstungsproduktion und zog viele Arbeiter aus dem ganzen Land an.

Im Jahr 1942 unterzeichnete US-Präsident Franklin D. Roosevelt Executive Order 9066, was zur Masseninternierung von japanischen Amerikanern führte und eine verheerende Auswirkung auf Boyle Heights hatte, wo sich eine bedeutende japanische Gemeinde befand. Die Nachkriegszeit brachte durch den Autobahnbau weitere Verdrängungen mit sich. Zwischen 1944 und 1972 wurden 15.000 Einwohner von Boyle Heights vertrieben. Die Geschichte des Viertels ist jedoch auch von Aktivismus geprägt, wie etwa den jüdischen Bäckern, die in den 1920er Jahren ihre eigene Gewerkschaft gründeten oder den mexikanisch-amerikanischen Schülern, die 1968 gegen Bildungsungleichheit protestierten. In den 1950er und 1960er Jahren war Boyle Heights das Zentrum der Chicano Movement, die für die Rechte von mexikanisch-amerikanischen Bürgern kämpfte.
“What is Boyle Heights? And what makes it tick? It is not a “typical” American community, but it could only happen in America…”

– Fortnight: California’s Own Newsmagazine (1954)
Boyle Heights ist heute ein hauptsächlich von Latinos bewohntes Viertel, das von Protestbewegungen wie Defend Boyle Heights gegen die Gentrifizierung verteidigt wird. Die Ankunft von Kunstgalerien und Cafés hat zu einem Aufschrei in der Gemeinde geführt, da befürchtet wird, dass dies zur Verdrängung von Einwohnern führen könnte. Trotzdem gibt es auch viele gemeinnützige Organisationen und Gruppen, die sich für die Verbesserung des Stadtteils einsetzen und die Lebensqualität der Bewohner verbessern möchten. In den letzten Jahren hat Boyle Heights viele Bemühungen unternommen, um den Stadtteil zu revitalisieren und seine historische Architektur zu bewahren.

## Sehenswürdigkeiten

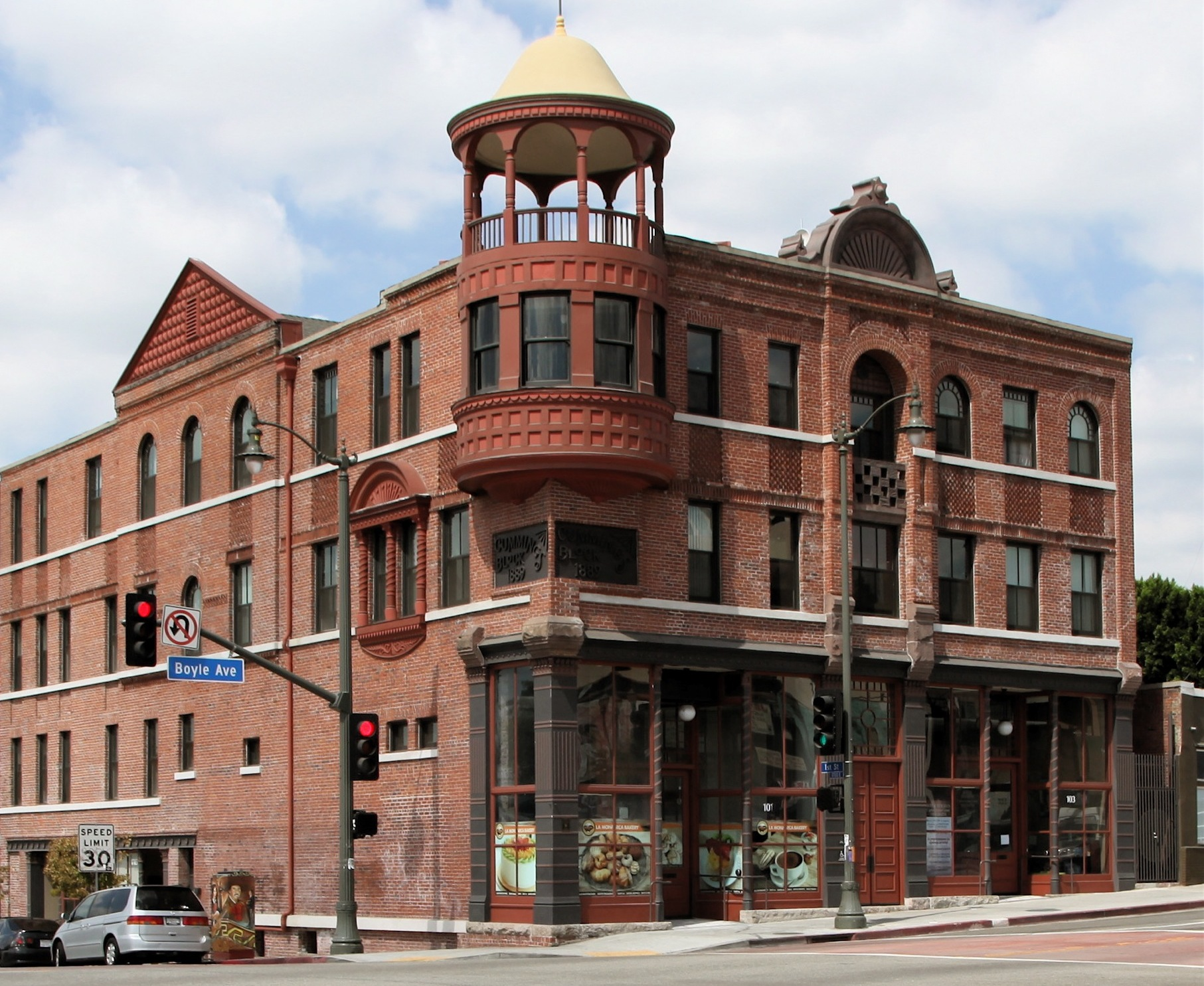
Das 1889 gebaute Boyle Hotel.

Boyle Heights hat viele historische Sehenswürdigkeiten und Einrichtungen, wie z. B. Mariachi Plaza, ein beliebter Treffpunkt für Mariachi-Musiker und -Liebhaber. Ein weiteres Highlight ist der Hollenbeck Park, ein schöner öffentlicher Park mit einem See und vielen Grünflächen. Die Wyvernwood Garden Apartments, ein riesiges Wohngebiet im spanischen Stil, wurde in den 1930er-Jahren gebaut.

## Transport
Boyle Heights ist aufgrund der zentralen Lage sehr gut an das Verkehrsnetz angebunden. Es gibt mehrere Buslinien, die den Stadtteil mit anderen Teilen der Stadt verbinden (Los Angeles Metro Bus). Am Mariachi Plaza befindet sich die einzige Station der Los Angeles Metro Rail (L – Gold Line). Mit dem Auto ist Boyle Heights über die Interstates 5, 10 und 101 leicht erreichbar.

## Demografie
Boyle Heights hat eine hauptsächlich aus Latinos bestehende Bevölkerung mit insgesamt 92.785 Einwohner (Stand 2000).